# Franciszek Petersile
Franciszek Petersile (ur. 10 kwietnia 1904 we Lwowie, zm. 12 stycznia 1982) – polski aktor filmowy i kierownik produkcji.

## Życiorys
Od 1940 r. był współpracownikiem niemieckiej wytwórni "Film i Propaganda", dla której wyprodukował kilka filmów. W związku z tą działalnością został po wojnie w 1949 r. skazany na 5 lat więzienia.
W latach 1943–44 był więźniem obozu koncentracyjnego Auschwitz, z którego udało mu się zbiec w sierpniu 1944 roku.
Pochowany na cmentarzu Powązkowskim (kwatera 68-5-28).

## Obsada aktorska
- Tajemnica skrzynki pocztowej (1929)
- Halka (1930)
- Sto metrów miłości (1932)
- Rok 1914 (1932)
- Jego ekscelencja subiekt (1933)

## Kierownictwo produkcji
- Łódź 1939-1945 (1945) (film dokumentalny)
- Zakazane piosenki (1946)
- W chłopskie ręce (1946)
- Jasne łany (1947)
- Drugi człowiek (1961)
- O dwóch takich, co ukradli księżyc (1962)
- Dwa żebra Adama (1963)

## Drugi kierownik produkcji
- Krzyżacy (1960)

## Produkcja
- Tańce góralskie (1935) (film dokumentalny)
- Serek i chleb (1935) (film dokumentalny)
- Kujawiak (1935) (film dokumentalny)
- Zwiedzajmy Warszawę (1937) (film dokumentalny)

## Współpraca produkcyjna
- Małżeństwo z rozsądku (1966)
- Paragon gola (1969)
- Do przerwy 0:1 (1969)